# Young Democrats of America
Les Young Democrats of America sont une association politique américaine, la branche de jeunesse du Parti démocrate.